# الخط الزمني للتغيرات في البلاد والعواصم
هذا هو الجدول الزمني للتغيرات في البلاد والعواصم في جميع أنحاء العالم. وهي تشمل تواريخ إعلانات الاستقلال، والتغييرات في اسم البلاد، والتغيرات في العاصمة أو الاسم، والتغيرات الهامة في الإقليم.

## العصر الحديث

### 2017
20 فبراير
إعلان تغيير جمهورية مرتفعات قره باغ اسمها إلى جمهورية أرتساخ. ومدينة ستيباناكيرت لا تزال العاصمة. وتعتبر جمهورية أذربيجان مرتفعات قره باغ جزءا من إقليمها السيادي.
29 يناير
إعلان تغيير جمهورية غامبيا الإسلامية اسمها إلى جمهورية غامبيا. ومدينة بانجول لا تزال العاصمة.

### 2016
2 مايو
تغيير اسم جمهورية التشيك إلى تشيكيا كاسم رسمي للدولة باللغة الإنجليزية. ولا تزال مدينة براغ هي العاصمة.

### 2015
11 ديسمبر
إعلان تغيير جمهورية غامبيا اسمها إلى جمهورية غامبيا الإسلامية. ومدينة بانجول لا تزال العاصمة.
6 يونيو
تبادلت كل من الهند وبنجلاديش 162 منطقة على طول حدودهما.

### 2014
21 مارس
انضمام جمهورية القرم إلى الاتحاد الروسي عقب أزمة القرم في عام 2014 ككيانين اتحاديين منفصلين هما: جمهورية القرم والمدينة الاتحادية سيفاستوبول ذات الأهمية الكبيرة. واختيار سيمفروبول من قبل موسكو كعاصمة الاتحادية للإقليم. وتؤكد كل من أوكرانيا نفسها وكثير من دول المجتمع الدولي أن شبه جزيرة القرم تحتلها روسيا بصورة غير مشروعة، وتبقى قانونيا منطقة متكاملة خاضعة لسيادة أوكرانيا.
17 مارس
اعتراف الاتحاد الروسي باستقلال جمهورية القرم عن أوكرانيا. وأوكرانيا نفسها، جنبا إلى جنب مع مجلس شعب تتار القرم، والمجتمع الدولي يؤكدون أن شبه جزيرة القرم وسيفاستوبول تحتلهما روسيا بصورة غير مشروعة وأن كلا الإقليمين لا يزالان جزءا لا يتجزأ من أوكرانيا.
إعلان جمهورية القرم المتمتعة بالحكم الذاتي استقلالها عن أوكرانيا من جانب واحد وتغيير اسمها إلى جمهورية القرم. وإعلان استقلال مدينة سيفاستوبول في القرم أيضا. ومدينة سيمفروبول لا تزال العاصمة.

### 2013
24 أكتوبر
إعلان تغيير جمهورية الرأس الأخضر اسمها الرسمي باللغة الإنكليزية إلى جمهورية كابو فيردي، وذلك بعد خطوات مشابهة اتخذتها كل من كوت ديفوار وتيمور الشرقية (حيث لا يستخدم أي منهما اللغة الإنكليزية كلغة رسمية). ولا تزال مدينة برايا يبقى اسم عاصمتها.
7 يناير
إعلان تغيير ليبيا اسمها إلى دولة ليبيا. ولا تزال مدينة طرابلس العاصمة.

### 2012
20 أغسطس
إعلان تغيير الجمهورية الصومالية اسمها إلى جمهورية الصومال الاتحادية. ولا تزال مدينة مقديشو هي العاصمة.
12 يوليو
إعلان استقلال دولة أزواد عن جمهورية مالي. واتخاذها مدينة تمبكتو كعاصمة بدلا من عاصمة جمهورية مالى باماكو.
26 مايو
إعلان تغيير جورجيا عاصمتها التشريعية من تبليسي إلى كوتايسي. وتبقى تبليسي العاصمة الإدارية.
6 أبريل
إقليم أزواد يعلن استقلاله عن جمهورية مالي وتصبح دولة أزواد. وأصبحت مدينة تمبكتو هي العاصمة.
1يناير
إعلان تغيير الجمهورية المجرية اسمها إلى دولة المجر. ولا تزال مدينة بودابست هي العاصمة.

### 2011
16 سبتمبر
إعلان تغيير الجماهيرية العربية الليبية الشعبية الاشتراكية العظمى اسمها إلى ليبيا. ولا تزال مدينة طرابلس العاصمة.
9 يوليو
استقلال جنوب السودان عن السودان تحت اسم جمهورية جنوب السودان بعد استفتاء لتقرير المصير في يناير الماضي. وأصبحت مدينة جوبا هي العاصمة.
31 مارس
إعلان الجمهورية الفرنسية قبولها أن تكون جزيرة مايوت في جزر القمر جزء من أرضيها تحت مسمى إقليم مايوت. ومدينة مامودزو هي العاصمة.
2 فبراير
إعلان تغيير جمهورية جزر فيجي اسمها مرة أخرى إلى جمهورية فيجي. ومدينة سوفا لا تزال العاصمة.

### 2010
21 أكتوبر
إعلان تغيير اتحاد ميانمار (بورما) اسمه إلى جمهورية اتحاد ميانمار. ومدينة نايبيدو لا تزال العاصمة.
10 أكتوبر
مملكة هولندا تعلن حل جزر الأنتيل الهولندية وجعل كل من دولتى كوراساو وسانت مارتن اثنين من الدول الأربعة المكونة للمملكة. واتخاذ عاصمة لكل منهم على الترتيب مدينة ويلمستاد ومدينة فيليبسبرغ. وأصبحت كل من بونير وسابا وسينت أوستاتيوس بلديات خاصة تابعة لهولندا.
22 يوليو
إعلان محكمة العدل الدولية بأن استقلال جمهورية كوسوفو عن جمهورية صربيا لا ينتهك القانون الدولي. ومدينة بريشتينا لا تزال العاصمة.

### 2009
1 سبتمبر
إعلان تغيير المملكة المتحدة اسم أحد أقاليم ما وراء البحار البريطانية الذي كان يعرف باسم سانت هيلينا والأقاليم التابعة لها إلى سانت هيلينا وأسينسيون وتريستان دا كونا. ومدينة جيمس تاون في سانت هيلينا لا تزال العاصمة.
7 فبراير
إعلان تغيير جمهورية بوليفيا اسمها إلى دولة بوليفيا المتعددة القوميات. ومدينة لا باز هي العاصمة الفعلية للبلاد أما مدينة سوكري هي العاصمة الرسمية.

### 2008
27 أغسطس
اعتراف الاتحاد الروسي باستقلال جمهورية أوسيتيا الجنوبية وجمهورية أبخازيا عن جورجيا. وأصبحت كل من مدينتى تسخينفال وسوخومي هي العواصم على التوالي. على الرغم من أن جورجيا نفسها وكثير من دول المجتمع الدولي يؤكدوا أن روسيا تحتلهما بصورة غير مشروعة وأنهما لا يزالان من الناحية القانونية جزءا لا يتجزأ من سيادة جورجيا.
28 مايو
إعلان تغيير دولة نيبال اسمها إلى جمهورية نيبال الديمقراطية الاتحادية. ولا تزال مدينة كاتماندو هي العاصمة.
17 فبراير
إعلان إقليم كوسوفو وميتوهيا المتمتع بالحكم الذاتي استقلاله عن جمهورية صربيا وقيام جمهورية كوسوفو. ومدينة بريشتينا لا تزال العاصمة. وتصر صربيا على أن إقليم كوسوفو لا يزال جزءا من صربيا.

### 2007
22 أكتوبر
إعلان تغيير جمهورية الجبل الأسود اسمها إلى الجبل الأسود. ولا تزال مدينة بودغوريتشا العاصمة.
21 فبراير
انفصال تجمع سانت بارتيليمي وتجمع سان مارتين عن إدارة إقليم غوادلوب وأصبحوا كيانات مستقلة تابعة لمقاطعات وأقاليم ما وراء البحار الفرنسية التابعة للجمهورية الفرنسية. وأصبحت كل من مدينتى غوستافيا وماريغوت هي العواصم لهما على التوالي.
15 يناير
إعلان تغيير مملكة نيبال تغير اسمها إلى دولة نيبال. ولا تزال كاتماندو هي العاصمة.

### 2006
7 أكتوبر
إعلان تغيير جمهورية بالاو عاصمتها من كورور إلى نجيرلمود.
14أغسطس
أعلنت جمهورية نيجيريا الاتحادية نقل سيادتها على منطقة باكاسي إلى جمهورية الكاميرون.
5 يونيو
إعلان قيام جمهورية صربيا وا التي حلت محل اتحاد جمهورية صربيا والجبل الأسود. ولا تزال مدينة بلغراد هي العاصمة.
3 يونيو
انفصال الجبل الأسود عن اتحاد جمهورية صربيا والجبل الأسود تحت اسم جمهورية الجبل الأسود. ولا تزال بودغوريتشا العاصمة.

### 2005
6 نوفمبر
إعلان اتحاد ميانمار (بورما) نقل عاصمته من يانجون إلى نايبيدو.

### 2004
1 سبتمبر
إعلان تأسيس أمانة معاهدة أنتاركتيكا التي تدير قارة أنتاركتيكا وجميع الأراضي والمياه الواقعة جنوب خط العرض ال 60 الجنوبي الموازي واتخاذ مقر لها في بوينس آيرس بالأرجنتين.
27 فبراير
إعلان الجمهورية الفرنسية تغيير وضع بولينيزيا الفرنسية إلى بلاد ما وراء البحار داخل الجمهورية الفرنسية من تجمعات ما وراء البحار مع بقائها ضمن أقاليم ما وراء البحار الفرنسية. ومدينة بابيتي لا تزال العاصمة.
4 يناير
إعلان تغيير دولة أفغانستان الإسلامية اسمها إلى جمهورية أفغانستان الإسلامية. ولا تزال مدينة كابول هي العاصمة.

### 2003
26 مايو
إعلان تغيير الجمهورية الرواندية اسمها إلى جمهورية رواندا. ولا تزال مدينة كيغالي هي العاصمة.
28 مارس
غيرت الجمهورية الفرنسية دستورها. وشمل كيانات سياسية جديدة تابعة للجمهورية الفرنسية وهي:
إقليم لا ريونيون من ضمن أقاليم ما وراء البحر الفرنسية. ومدينة سان دينيس لا تزال العاصمة.
إقليم الأراضي الجنوبية والأنتارتيكية الفرنسية أحد أقاليم ما وراء البحر الفرنسية. ولا تزال مدينة بورت أوكس فرانسيس هي المركز الإداري.
تجمع بولينيزيا الفرنسية ضمن مقاطعات وأقاليم ما وراء البحار الفرنسية. ومدينة بابيت لا تزال العاصمة.
تجمع والس وفوتونا ضمن مقاطعات وأقاليم ما وراء البحار الفرنسية. ومدينة ماتا أوتو لا تزال العاصمة.
إقليم غوادلوب ضمن مقاطعات وأقاليم ما وراء البحار الفرنسية. ومدينة باس تير لا تزال العاصمة.
إقليم مارتينيك ضمن مقاطعات وأقاليم ما وراء البحار الفرنسية. ولا تزال مدينة فور دو فرانس العاصمة.
تجمع سانت بيير وميكلون ضمن مقاطعات وأقاليم ما وراء البحار الفرنسية. ولا تزال مدينة سان بيير هو العاصمة.
إقليم غويان (غويانا الفرنسية) ضمن مقاطعات وأقاليم ما وراء البحار الفرنسية. ومدينة كايين لا تزال العاصمة.
4 فبراير
إعلان تغيير جمهورية يوغوسلافيا الاتحادية اسمها إلى اتحاد جمهورية صربيا والجبل الأسود. ولا تزال مدينة بلغراد هي العاصمة.

### 2002
21 مايو
إعلان تغيير المملكة المتحدة لبريطانيا العظمى وآيرلندا الشمالية عنوان كل إقليم من أقاليمها التابعة لبريطانيا إلى أقاليم ما وراء البحار البريطانية. ويحظى مواطنون كل إقليم من أقاليم ما وراء البحار البريطانية بكامل الجنسية البريطانية.
20 مايو
حصول دولة تيمور الشرقية على استقلالها من جمهورية البرتغال بوصفها جمهورية تيمور- ليشتي الديمقراطية. وكانت قد احتلت إندونيسيا تيمور الشرقية في عام 1975، وتم وضعها تحت إدارة الأمم المتحدة في عام 1999م. ولا تزال ديلي هي العاصمة.
10 مارس
استعاد اتحاد جزر القمر دولة أنجوان المستقلة بحكم الأمر الواقع وجمهورية موهيلي الديمقراطية. وأصبحت كل من مدينتى موتسامودو وفومبوني تابعة إلى مدينة موروني العاصمة.
14 فبراير
إعلان تغيير دولة البحرين اسمها إلى مملكة البحرين. ولا تزال مدينة المنامة هي العاصمة.

### 2001
23 ديسمبر
إعلان تغيير جمهورية جزر القمر الإسلامية الاتحادية اسمها إلى اتحاد جزر القمر. ولا تزال موروني هي العاصمة.
13 نوفمبر
إعلان قيام دولة أفغانستان الإسلامية التي حلت محل إمارة أفغانستان الإسلامية. ولا تزال كابول هي العاصمة.
1 يوليو
إعلان دولة بونتلاند «المستقلة مؤقتا» لحين استقرار الأوضاع في الصومال دستورا جديدا يحدد صراحة نفسها كجزء من جمهورية الصومال. وتم نقل عاصمتها من مدينة غاروي إلى مدينة مقديشو عاصمة.
يناير
أصبحت مدينة تالوقان العاصمة الفعلية لحكومة دولة أفغانستان الإسلامية بعد انهيار إمارة أفغانستان الإسلامية. وانتقلت العاصمة إلى فيض آباد.

### 2000
16يوليو
إعلان تغيير الصومال اسمها إلى جمهورية الصومال. ولا تزال مدينة مقديشو هي العاصمة.
6 فبراير
إعلان إستسلام جمهورية إتشكيريا الشيشانية وتصبح تابعة للاتحاد الروسي. وأصبحت مدينة غروزني عاصمتها تابعة إلى مدينة موسكو عاصمة الاتحاد الروسي.